# Namazu
Namazu (jap. 鯰) lub Ōnamazu (jap. 大鯰) − według japońskiej mitologii jest to ogromny sum, który powoduje trzęsienia ziemi. Mieszka w mule pod ziemią i jest strzeżony przez boga Takemikazuchi, który przytrzymuje suma kamieniem. Kiedy Takemikazuchi traci czujność, namazu miota się, powodując gwałtowne trzęsienia ziemi. Po trzęsieniu ziemi w pobliżu Edo (dzisiejsze Tokio) w 1855 roku, zaczęto czcić namazu jako yonaoshi daimyōjin (boga naprawiającego świat).

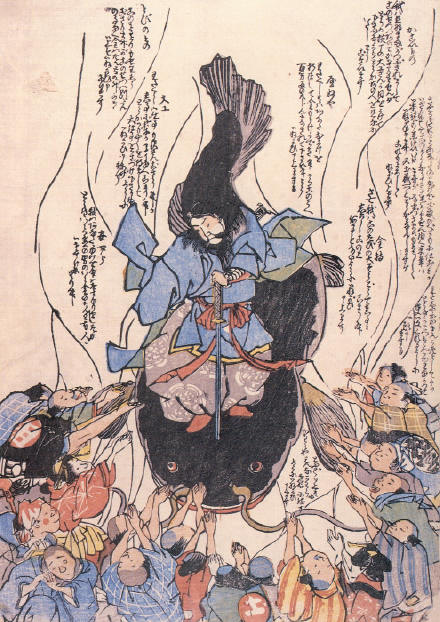
Kashima kontrolujący namazu

Uważa się, że niektórymi źródłami tej historii jest fakt, że sum może wyczuć małe wstrząsy, które występują przed trzęsieniem ziemi, zdają się być wtedy bardziej aktywne. Prawdopodobnie zaobserwowano ten nagły wzrost aktywności w czasach starożytnych, dlatego wierzono, że trzęsienie ziemi jest spowodowane ruchami olbrzymiego suma.
Mit namazu został silnie utrwalony w japońskiej sztuce. Powstawały liczne obrazy zwane namazu-e, wykonywane według kanonu sztuki ukiyo-e.